# Praça Arautos da Paz
A Praça Arautos da Paz é uma praça localizada na Região Leste de Campinas, ao lado do Parque Portugal e da Lagoa do Taquaral. É um espaço aberto, com área de 65.000m², construída em 2001, no mandato do prefeito Antônio da Costa Santos, em um grande terreno não urbanizado para receber o 14° Congresso Eucarístico Nacional e revitalizada em 2004, que recebe espetáculos de grande porte, circos, sessões de cinema ao ar livre e festas juninas, entre outros eventos, em função de sua localização e do espaço disponível para grandes aglomerações de pessoas. Em 21 de abril de 2016 foi palco para um show gratuito da banda Sepultura, houve confusão entre as mais de 20 mil pessoas presentes sendo que três pessoas foram esfaqueadas e uma pessoa foi preso.

## Galeria de Fotos

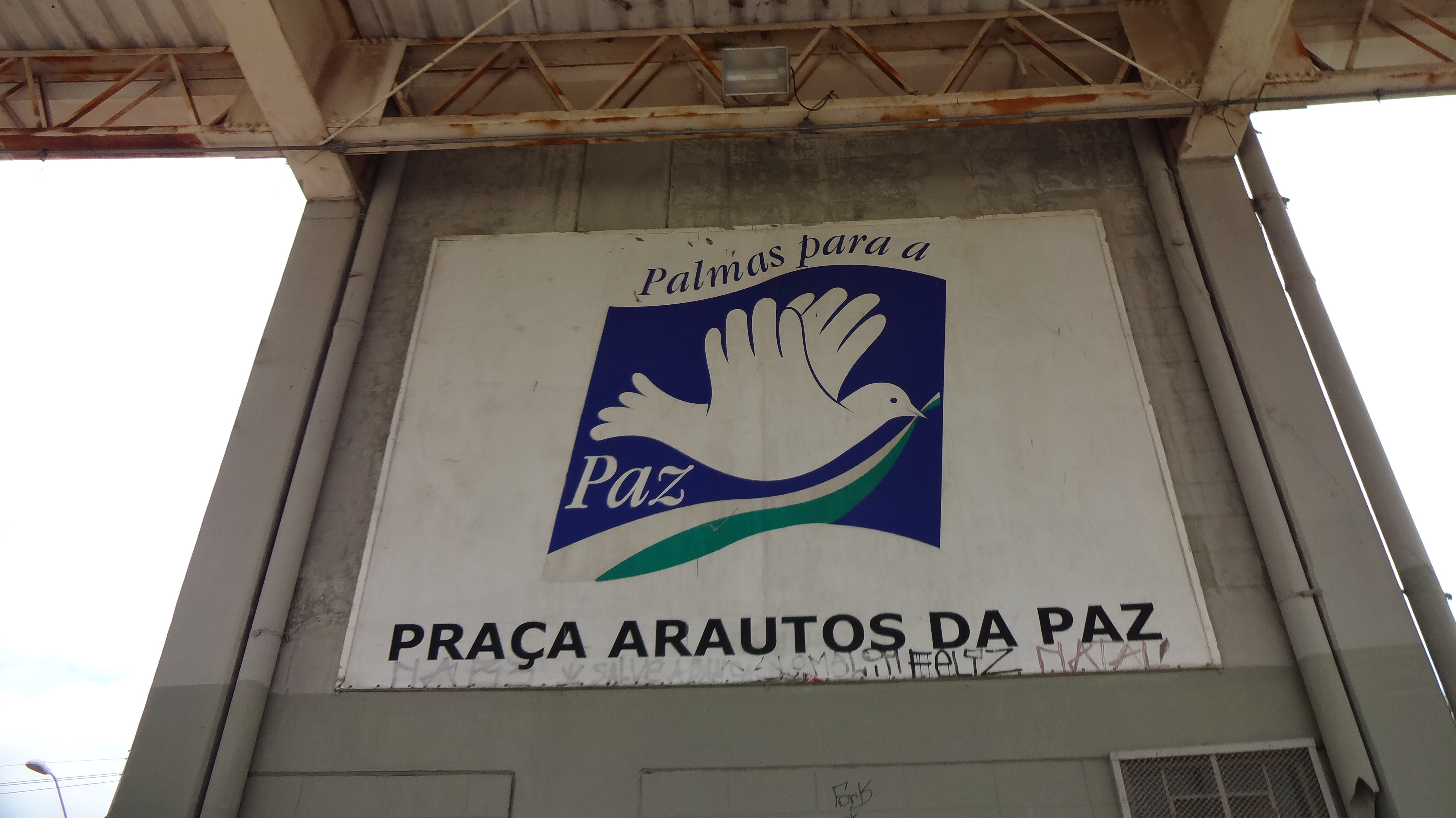
Detalhe do palco com o nome da praça.
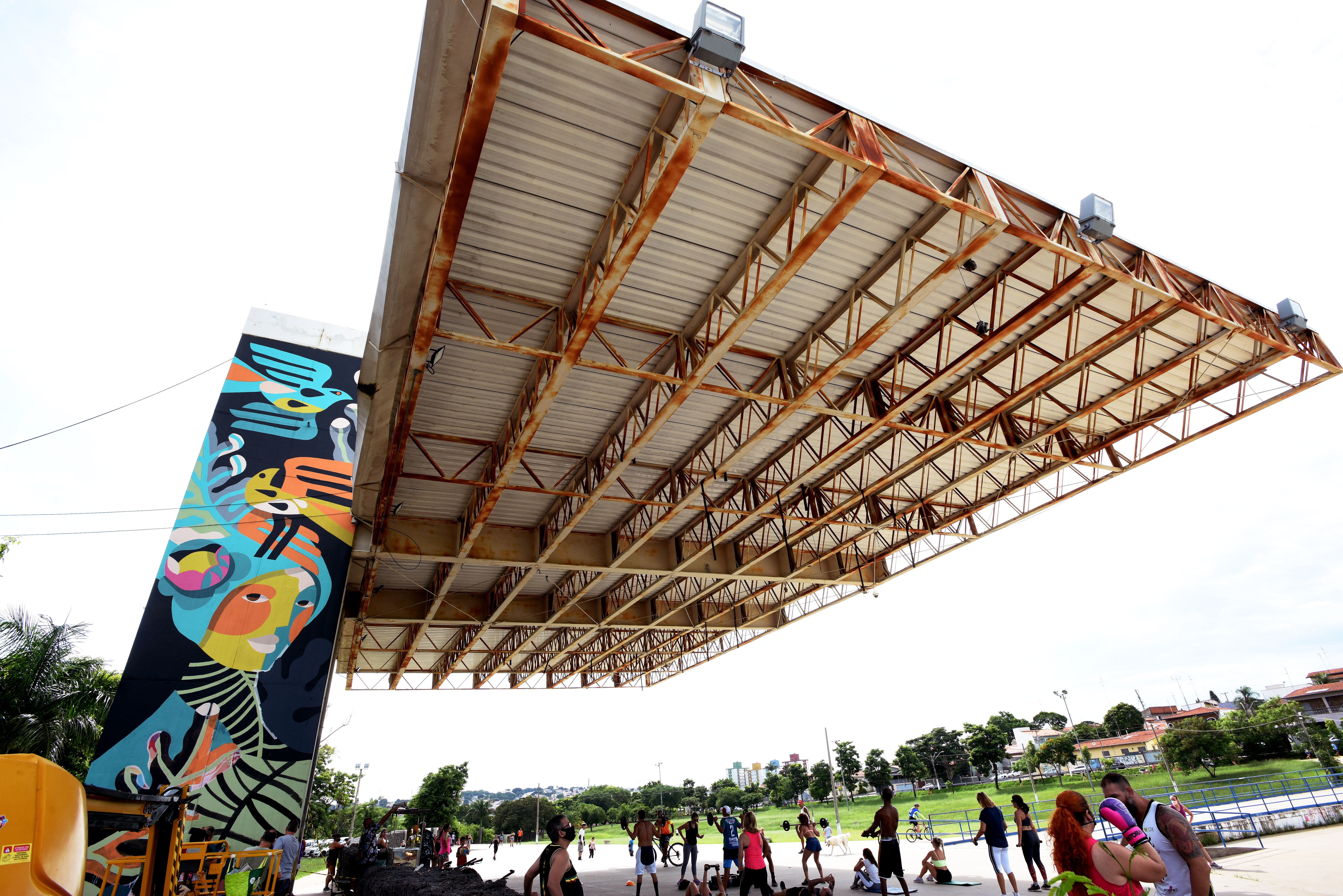
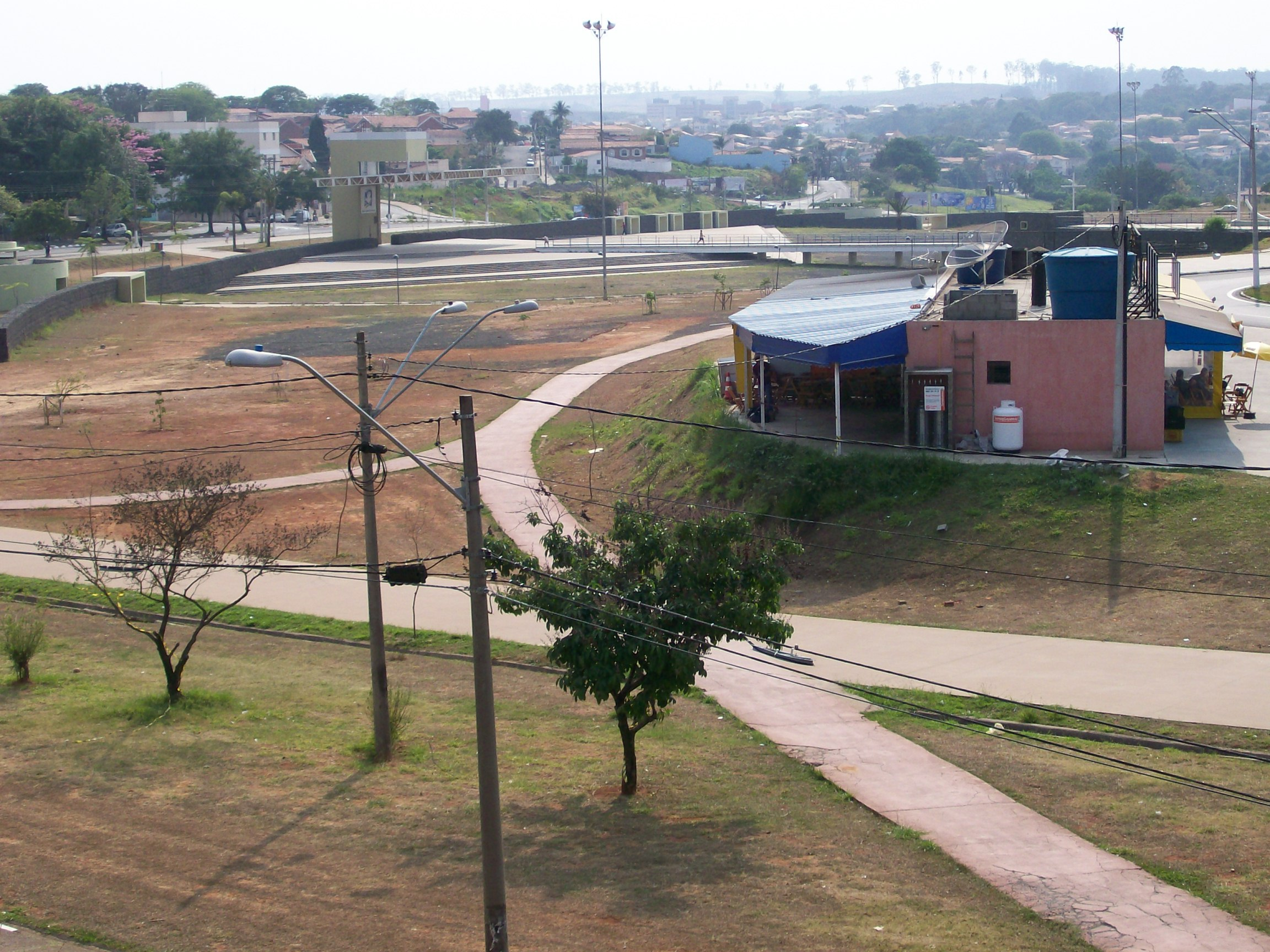
Vista elevada da Praça Arautos da Paz